# شلبرودا
شلبرودا (به آلمانی: Schleberoda) یک منطقهٔ مسکونی در آلمان است که در فریبورگ (اون‌اشتروت) واقع شده‌است. شلبرودا ۱۸۴ نفر جمعیت دارد.